# یواس‌اس فلینت (سی‌ال-۹۷)
یواس‌اس فلینت (سی‌ال-۹۷) (به انگلیسی: USS Flint (CL-97)) یک کشتی بود که طول آن ۵۴۱ فوت ۶ اینچ (۱۶۵٫۰۵ متر) بود. این کشتی در سال ۱۹۴۴ ساخته شد.